# Felipe Bortolucci Pires
Felipe Bortolucci Pires (sinh ngày 21 tháng 8 năm 1993) là một cầu thủ bóng đá người Brasil.

## Sự nghiệp câu lạc bộ
Felipe Bortolucci Pires đã từng chơi cho Tochigi SC.